# 8 Armia (ZSRR)

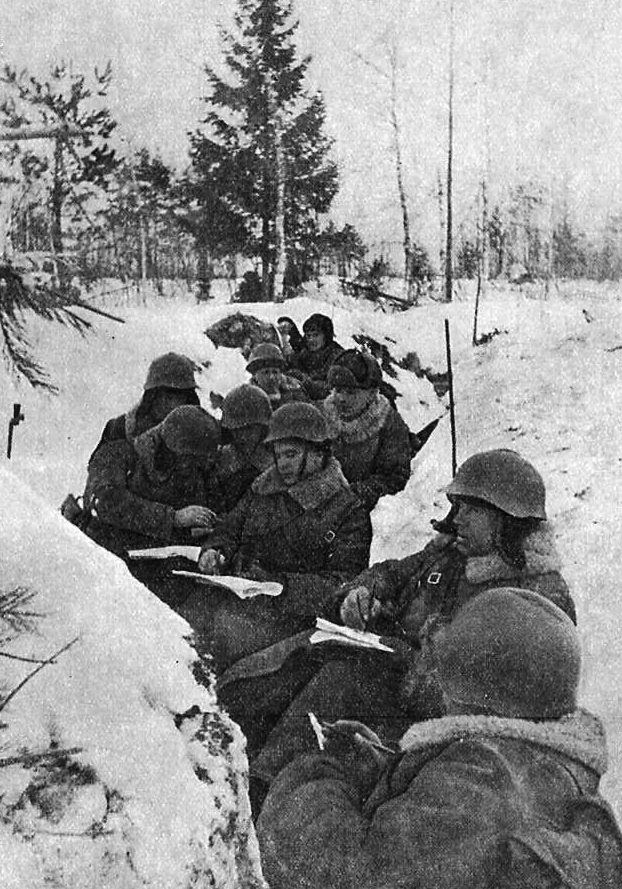
Żołnierze Armii Czerwonej w okopach

8 Armia (ros. 8-я армия) – związek operacyjny Armii Czerwonej z czasów II wojny światowej.

## Historia
8 Armia została sformowana w październiku 1939 (lub 14 września 1939) z Nowogrodzkiej Grupy Armijnej Leningradzkiego Okręgu Wojskowego z zadaniem chronienia północno-zachodnich granic Związku Radzieckiego (Nowogrodzka Grupa Armijna została sformowana miesiąc wcześniej 13 sierpnia 1939 z rozkazu nr 0129 ludowego komisarza obrony ZSRR marsz. Klimienta Woroszyłowa. Grupa ta została stworzona dla operacji na terenach Estonii i Łotwy).

### Wojna zimowa
30 listopada 1939 roku Związek Radziecki zaatakował Finlandię rozpoczynając wojnę zimową. Siła 8. Armii lub ogólnie Armii Czerwonej na północ od jeziora Ładoga zaskoczyła fiński sztab generalny. Finowie wystawili tylko dwie dywizje, mając także grupę wsparcia składającą się z trzech brygad o łącznej sile 30 000 żołnierzy. Armia Czerwona posiadała jedną dywizję dla wszystkich dróg prowadzących na zachód w kierunku granicy z Finlandią. 8. Armia była dowodzona przez gen. Iwana Chabarowa, jednak 13 grudnia został on zastąpiony przez gen. Grigorija Szterna. Zastępcą dowódcy Południowej Grupy od grudnia 1939 roku był Władimir Kurdiumow. W późniejszym czasie został on mianowany na zastępcę dowódcy 15 Armii.
Zadaniem 8. Armii było zniszczenie wojsk fińskich w rejonie jeziora Ładoga i dotarcie do rejonu pomiędzy Sortawałą a Joensuu w ciągu dziesięciu dni. Rosjanie posiadali przewagę 3:1 w ludziach, 5:1 w artylerii oraz także przewagę powietrzną.
Wojska fińskie przeprowadziły wcześniej zaplanowany odwrót przed przytłaczającymi siłami wroga. 7 grudnia na środkowym odcinku linii frontu karelskiego Finowie wycofali się w pobliżu małego strumienia rzeki Kollaa. Sam strumień nie dawał żadnej ochrony przed wrogiem, ale wzdłuż niego znajdowały się grzbiety górskie o wysokości do 10 m. Bitwa nad Kollą trwała do końca wojny. Na północy 5 grudnia Finowie wycofali się z rejonu jeziora Ägläjärvi do jeziora Tolvajärvi i powstrzymali ataki radzieckich 139. i 75 Dywizji Strzeleckiej w bitwie koło Tolvajärvi w dniu 12 grudnia.
Na południu dwie radzieckie dywizje były połączone razem na północnej stronie drogi przebiegającej wzdłuż brzegu jeziora Ładoga. Tak jak wcześniej dywizje te były w pułapce, ponieważ Finowie mogli wykonywać kontrataki od północy na flanki. Finowie przeprowadzali kontrataki ze wszystkich stron, jednak bezskutecznie. Armia Czerwona utrzymywała wtedy pozycję bardziej obronną niż ofensywną. 19 grudnia Finowie chwilowo zaprzestali ataków, ponieważ ich żołnierze byli wyczerpani. Dopiero pomiędzy 6 a 16 stycznia 1940 roku Finowie przeprowadzili kolejną generalną ofensywę, rozdzielając radzieckie dywizje na mniejsze grupy o różnych wielkościach dzięki tzw. taktyce motti.
W przeciwieństwie do fińskich oczekiwań okrążone radzieckie dywizje nie próbowały wyrwać się z kotła, zamiast tego twardo stawiały opór i okopały się. Rosjanie oczekiwali dodatkowych żołnierzy i zaopatrzenia z powietrza. Mimo to Finowie powstrzymywali wszystkie próby radzieckiej 8. Armii w celu wsparcia okrążonych żołnierzy, którzy nie otrzymali wystarczającego wsparcia z powietrza. Ponieważ Finom brakowało odpowiedniego wyposażenia dla własnej ciężkiej artylerii – brakowało im też ludzi – nie przeprowadzili oni z tych powodów żadnych bezpośrednich ataków na kotły, które stworzyli, a skupiali się na eliminowaniu najbardziej niebezpiecznych zagrożeń i czekali na swój czas.

### II wojna światowa
W 1940 roku armia stała się częścią Nadbałtyckiego Specjalnego Okręgu Wojskowego.
W czerwcu 1941 roku w składzie Frontu Północno-Zachodniego.
W czerwcu 1941 Armia brała udział w ciężkich walkach z wojskami niemieckimi (Grupa Armii Północ) w rejonie Szawli. W dniach 23–25 czerwca 12. Korpus Zmechanizowany 8. Armii razem z 3 Korpusem Zmechanizowanym 11 Armii przeprowadził na południowy wschód od Szawli kontratak na wojska nieprzyjacielskiej 4 Grupy Pancernej (Bitwa pod Rosieniami), przez co jej natarcie zostało opóźnione o kilka dni. Między lipcem a sierpniem wojska 8. Armii walczyły na terenie Estonii. 14 lipca armia została przekazana Frontowi Północnemu, a 27 sierpnia Frontowi Leningradzkiemu. Armia została odcięta od sił głównych na wybrzeżu Bałtyku w okolicach Oranienbaumu (oblężenia Leningradu). Na początku listopada dowództwo armii i niektóre jej jednostki przebiły się do Leningradu i zostały rozlokowane we wschodnim rejonie obrony Frontu Leningradzkiego i na przyczółku mostowym na rzece Newa w Moskiewskiej Dubrowce. W okresie od listopada do grudnia armia przeprowadzała kontrataki w celu przerwania blokady Leningradu. Pod koniec stycznia 1942 roku dowództwo armii przeszło przez zamarznięte jezioro Ładoga do rejonu Wołchowa tworząc dowództwo Siniawińskiej Grupy Operacyjnej z 54. Armii, która zajmowała pozycje obronne na południe od jeziora Ładoga do kirowskiej linii kolejowej.
9 czerwca armia została przydzielona do Frontu Wołchowskiego. Pomiędzy sierpniem a wrześniem brała udział w nieudanej operacji siniawińskiej jako część grupy uderzeniowej frontu. W styczniu 1943 roku 8 Armia brała udział w operacji przełamania blokady Leningradu osłaniając południową flankę grupy uderzeniowej frontu. Między lipcem a sierpniem armia prowadziła zacięte walki w operacji zajęcia miasta Mga.
W styczniu 1944 roku dowództwo armii i jej jednostki wspierające zostały przesunięte w rejon pomiędzy Nowogrodem a jeziorem Pejpus.
Po otrzymaniu nowych jednostek armia wzięła udział w nowogrodzko-łuskiej operacji ofensywnej. Po przegrupowaniu jako część Frontu Leningradzkiego (od 16 lutego) armia podejmowała próby okrążenia niemieckiego Oddziału Armijnego „Narwa” w bitwie o narewski przyczółek mostowy. Po niepowodzeniu tej operacji armia zajmowała pozycje obronne od końca marca do lipca. Armia brała udział w operacji narewskiej i w bitwie o linię Tannenberga (25 lipca – 10 sierpnia 1944). We wrześniu razem z 2. Armią Uderzeniową i Flotą Bałtycką przeprowadziła operację tallińską, w wyniku której Estonia i jej stolica zostały zdobyte.
W okresie od października do listopada armia razem z Flotą Bałtycką przeprowadziła moonsundzką operację desantową w celu zdobycia archipelagu Moonsundzkiego.
Od grudnia 1944 roku do końca wojny armia ustanowiła wojska obrony wybrzeża na terytorium Estonii.
We wrześniu 1945 roku armia została rozwiązana stając się dowództwem Zachodniosyberyjskiego Okręgu Wojskowego w Nowosybirsku.

## Dowódcy armii
- gen. Iwan Chabarow: do 13 grudnia 1939;
- Grigorij Sztern: od 13 grudnia 1939;
- gen. mjr Piotr Sobiennikow[5]: marzec – czerwiec 1941;
- gen. por. Fiodor Iwanow: czerwiec – lipiec 1941;
- gen. mjr Ilja Lubowcew: lipiec – sierpień 1941;
- gen. por. Piotr Pszennikow: 6 sierpnia[6] – wrzesień 1941;
- gen. mjr Władimir Szczerbakow: od 1 września 1941[7];
- gen. por. (od października 1941 gen. płk) Trifon Szewałdin: wrzesień – listopad 1941;
- gen. mjr Andriej Bondariew: listopad 1941 – styczeń 1942;
- gen. mjr Aleksandr Suchomlin: styczeń – kwiecień 1942;
- gen. mjr (od listopada 1942 gen. por.) Filipp Starikow: kwiecień 1942 – koniec wojny.

## Skład armii
podczas wojny zimowej:
- 1 Korpus Strzelecki – dowódca: kombrig Roman Panin
  - 139 Dywizja Strzelecka
  - 155 Dywizja Strzelecka
- 56 Korpus Strzelecki – dowódca: komdiw Aleksandr Czerepanow
  - 18 Dywizja Strzelecka
  - 56 Dywizja Strzelecka
  - 168 Dywizja Strzelecka
- odwód: 75 Dywizja Strzelecka, 34 Brygada Pancerna (lekka) (w trakcie transportu), 108 pułk artylerii (Odwód Naczelnego Dowództwa (OND)) i 315 dywizjon artylerii (OND)

w dniu agresji III Rzeszy na ZSRR:
- 9 Brygada Artylerii Przeciwpancernej – płk Nikołaj Poljanski
- 10 Korpus Strzelecki
  - 10 Dywizja Piechoty
  - 48 Dywizja Piechoty
  - 90 Dywizja Piechoty,
- 11 Korpus Strzelecki
  - 11 Dywizja Piechoty
  - 125 Dywizja Piechoty,
- 12 Korpus Zmechanizowany
  - 23 Dywizja Pancerna
  - 28 Dywizja Pancerna
  - 202 Dywizja Zmotoryzowana[8]